# مکس (فیلم ۱۳۸۳)
مکس فیلمی به کارگردانی سامان مقدم، نویسندگی پیمان قاسم‌خانی و تهیه‌کنندگی مرتضی شایسته محصول سال ۱۳۸۳ است. این فیلم محصول کشور ایران و در ژانر کمدی می‌باشد. مکس پس از فیلمهای سیاوش (۱۳۷۶) و پارتی (۱۳۷۹) سومین فیلم بلند سامان مقدم است. 

## داستان
وزارت ارشاد قصد دارد از نخبگان ایرانی مقیم خارج دعوت کند تا در یک همایش فرهنگی به ایران بیایند و در برنامه‌های فرهنگی برای ایرانیان سخنرانی یا برنامه اجرا کنند. یکی از این دعوتنامه‌ها قرار است برای یک رهبر ارکستر که شخصیت برجسته و صاحب نامی که در آمریکا زندگی می‌کند فرستاده شود اما این دعوتنامه اشتباهاً برای آقای مکس که خواننده کافه و کاباره‌های لوس انجلس می‌باشد فرستاده می‌شود و آقای مکس که همه استعدادش در خواندن آهنگهای روحوضی مانند باباکرم و غیره می‌باشد با حیرت فراوان که چگونه مردم داخل ایران خصوصاً سران دولت وی را در لوس آنجلس کشف کرده‌اند با گروه خود به ایران سفر می‌کند. در ایران که هیچ‌کس هنوز به هویت اصلی مکس پی نبرده است از مکس استقبال شاهانه‌ای می‌کنند و از وی دعوت می‌کنند تا در تالارهای مجلل تهران برای شخصیتهای دولتی و مردم برنامه اجرا کند. کم‌کم پس از اجرای چند برنامه و خواندن آهنگهای روحوضی عده‌ای از برنامه سازان وزارت ارشاد به اشتباه خود آگاه می‌شوند.

## بازیگران
| بازیگر             | نقش               |
| ------------------ | ----------------- |
| فرهاد آئیش         | مکس               |
| گوهر خیراندیش      | خانم گوهری        |
| محمدرضا شریفی نیا  | بازجو             |
| رامبد جوان         | نکونام            |
| پگاه آهنگرانی      | پگاه              |
| نیما شاهرخ شاهی    | امیرعلی           |
| کامیار شایان       | احسان             |
| سیروس ابراهیم‌زاده  | معاون             |
| امیر جعفری         | قادر              |
| محسن شایان         | مدیر              |
| ابراهیم بحرالعلومی | پورنقشبند         |
| اکبر رحمتی         | شوهر خواهر نکونام |
| فریبا متخصص        | خواهر نکونام      |
| تورج منصوری        | استاد تربیت       |

## جوایز و نامزدها
| جایزه                   | رده            | دریافت‌کننده | نتیجه |
| ----------------------- | -------------- | ----------- | ----- |
| نهمین دوره جشن حافظ     |                |             |       |
| بهترین بازیگر مرد سینما | فرهاد آئیش     | نامزدشده    |       |
| بهترین بازیگر مرد سینما | امیر جعفری     | نامزدشده    |       |
| بهترین بازیگر زن سینما  | گوهر خیراندیش  | نامزدشده    |       |
| بهترین موسیقی متن       | امیر توسلی     | نامزدشده    |       |
| بهترین تدوین            | محمدرضا مویینی | نامزدشده    |       |
| بهترین صدا              | پرویز آبنار    | نامزدشده    |       |

- نشریه معتبر دنیای تصویر نقش مکس (با بازی فرهاد آئیش) را جزو ۱۰۰ نقش ماندگار تاریخ سینما و تلویزیون ایران انتخاب کرد.[۳]